# Іолу Абіл
Іолу Джонсон Абіл (англ. Iolu Johnson Abil, нар. 1942) — політичний і державний діяч Вануату. Був обраний та склав присягу як президент Вануату 2 вересня 2009 року.

## Біографія
Абіл походить з острова Танна, розташованого у найпівденнішій провінції Тафеа. Його батьками були Джордж Явіньян і Нассаїу. Абіл успадкував знатний титул Янініко (глашатай вождя). Цей титул йому було надано дідом, Ярамара (вождем) Танни Джо Яутімом. Абіл очолює пресвітеріанську церкву Вануату.
Абіл займав пост міністра земель у першому незалежному уряді Вануату прем'єр-міністра Волтера Ліні. З листопада 2004 до квітня 2005 року Абіл виконував обов'язки омбудсмена. Значний час працював у приватному секторі, був головою «Ейр Вануату».